# Hectárea global
Una Hectárea global (HAG) es una unidad de medida empleada para cuantificar la biocapacidad del planeta. Una hectárea global es la media de la bióproductividad de todas las hectáreas consideradas "productivas" en la Tierra. Es una unidad cada vez más empleada en geografía, ciencias ambientales, sociología, así como para el cálculo de la huella ecológica. Con la globalización, cada vez más recursos consumidos son producidos a escala global (y no local), por lo que permite calcular los recursos empleados para la producción de los bienes.
Una hectárea global es una medida de toda la Tierra, si tomamos toda la biocapacidad del planeta (13.4 miles de millones de hectáreas globales en 2005) y la dividimos por el número de habitantes del planeta (7.4 miles de millones), obtenemos las hectáreas que cada ser humano puede emplear para vivir sin reducir la capacidad de biogeneración de la Tierra.
Además, como la bioproductividad varía cada año, el valor de la biocapacidad indicada por una gha puede variar de un año para otro.